# 面青青有排驚
《面青青有排驚》（英語：Faces of Horror）是一部1998年香港恐怖鬼片，由司徒英傑、姚天虹、林展偉執導，徐錦江、湯寶如、吳家麗、張耀揚主演。

## 劇情簡介
電影分成三段，主題分別為：「鬥大膽」、「養鬼仔」、「包二奶」
鬥大膽：五個年輕人到鬼屋探險樂極生悲。
養鬼仔：單身母親和她的女兒為破除霉運尋求鬼仔幫助。
包二奶：一個遊魂尋找她還活著的情人。

## 角色介紹
| 演員   | 角色         | 簡介 |
| 鬥大膽 |              | |
| 徐錦江 | 敘述者       | |
| 陳彥行 | 阿妙         | 何志華之女朋友，與眾朋友到何志華之別墅渡假 |
| 樊文傑 | 何志華(阿華) | 相約眾朋友到渡假，其間與子豪一同往後山鬼屋住一晚比試膽量，意外把其推往電機電死，後子豪變成鬼魂把眾人嚇壞，最後把何志華吊在樹上示眾             |
| 林曉峰 | 阿Lo         | 何志華之朋友，與眾朋友到何志華之別墅渡假 |
| 湯寶如 | 阿思         | 何志華之朋友，與眾朋友到何志華之別墅渡假 |
| 董文   | 子豪         | 提議與何志華一同往後山鬼屋住一晚比試膽量，在裝神弄鬼企圖嚇壞何志華時被其意外推往電機電死，死後仍企圖嚇壞眾人                                   |
| 未明   | 三婆         | 何志華之乳娘 家人去世後有時會變得神經失常 住在何志華之別墅                                                                                     |
| 養鬼仔 |              | |
| 徐錦江 | 敘述者       | |
| 吳家麗 | 小娟         | 無意中破壞了惡鬼借屍還魂的機會，被其詛咒要倒霉一輩子 請求龍婆驅除霉運, 求得運財童子，但不能以死亡作交換條件 無意中說出要代替女兒受苦後車禍去世 |
| 黃美琪 | BoBo         | 小娟之女兒 鬼仔Toni與惡鬼打鬥時把陽氣傳給他後不適                                                                                              |
| 羅蘭   | 龍婆         | 小娟請求驅除霉運之神婆 |
| 郝劭文 | Toni         | 鬼仔，運財童子 受龍婆派遣助小娟趨吉避凶 |
| 錢月笙 | 惡鬼         | 被小娟無意中破壞了借屍還魂的機會，向其施衰運咒，詛咒其要倒霉一輩子                                                                             |
| 林華勳 | Philip       | 小娟之男朋友 |
| 包二奶 |              | |
| 徐錦江 | 敘述者       | |
| 徐錦江 | 朱濟         | 被小蘭利用帶其鬼魂到香港找尋明義 |
| 吳辰君 | 小蘭         | 明義之中國內地情婦，與其有一女兒 被明義拋棄，自殺而死 要求明義為其及其女兒設神位供奉                                                           |
| 張耀揚 | 明義         | 因不願被束縛而拒絕與小蘭結婚，並拋妻棄子，以致小蘭自殺 初答應為小蘭及其女兒設神位供奉，後反悔 被小蘭鬼魂殺死                                   |
| 蔡慧敏 | GiGi         | 明義在香港之情人 |
| 鍾發   | 九哥         | 明義之友 |
| 林華勳 |              | |

## 外部連結
- 香港影庫上《面青青有排驚》的資料（繁體中文）
- 互联网电影数据库（IMDb）上《面青青有排驚》的资料（英文）
- 豆瓣电影上《面青青有排驚》的資料 （简体中文）
- 时光网上《面青青有排驚》的資料（简体中文）